# Ollie O'Toole
Ollie O'Toole (Pittsburgh, 2 aprile 1912 – Los Angeles, 25 febbraio 1992) è stato un attore statunitense.
È apparso in 14 film dal 1958 al 1978 ed ha recitato in più di 70 produzioni per gli schermi televisivi dal 1955 al 1983.

## Biografia
Ollie O'Toole nacque a Pittsburgh, in Pennsylvania, il 2 aprile 1912. Lavorò per diversi anni alla radio per la quale formò uno duo comico con l'attore Art Carney e partecipò a vari programmi, tra cui il popolare contest The Original Youth Opportunity Program di Horace Heidt e il talent show The Big Band Star-Maker alla fine degli anni quaranta. Debuttò al cinema, non accreditato, prestando la voce ad un personaggio che non compare sullo schermo nel film La via della morte del 1949. Il vero debutto scenico avvenne con una piccola parte da addetto dell'ascensore nel film Una strega in paradiso del 1958.
Per il piccolo schermo vanta una lunga serie di partecipazioni a serie televisive. Interpretò, come personaggio presente in più di un episodio, Mr. Meeker in tre episodi della serie Corky, il ragazzo del circo dal 1956 al 1957. La sua carriera per la televisione è però composta per la maggior parte da una miriade di ruoli minori e di apparizioni da guest star in decine di episodi di serie televisive, molte del genere western, dall'epoca d'oro della televisione statunitense fino agli inizi degli anni ottanta, spesso con ruoli diversi in più di un episodio; recitò, ad esempio, in due episodi di I racconti del West, due episodi di Peter Gunn, due episodi di Cheyenne, cinque episodi di Have Gun - Will Travel, due episodi di Perry Mason, ben 10 episodi di Gunsmoke, quattro episodi di Daniel Boone, quattro episodi di Bonanza e nove episodi di Il virginiano.
Il grande schermo lo vide interprete di diversi personaggi tra cui quelli di James Gordon Bennett in I conquistatori dell'Oregon del 1959, Mack in Pugni, pupe e pepite del 1960, Moore in 20,000 Eyes del 1961 e il dottor Walsh in Ring of Terror del 1962.
Fu accreditato per l'ultima volta in una serie televisiva in un episodio trasmesso il 21 febbraio 1983, intitolato A View from the Bench e facente parte della serie Bravo Dick, nel quale interpreta il ruolo di Mr. Cooper, mentre l'ultima partecipazione in assoluto in una produzione per la televisione fu quella nel film TV del 1984 It Came Upon the Midnight Clear. Per ciò che concerne il suo curriculum cinematografico, l'ultima interpretazione risale al film del 1978 Un mercoledì da leoni in cui interpreta un prete.
Morì a Los Angeles, in California, il 25 febbraio 1992.

## Filmografia

### Cinema
- La via della morte (Side Street) - solo voce (1949)
- Una strega in paradiso (Bell Book and Candle) (1958)
- I conquistatori dell'Oregon (The Oregon Trail) (1959)
- Svegliami quando è finito (Wake Me When It's Over) (1960)
- Il pistolero Jessie James (Young Jesse James) (1960)
- Pugni, pupe e pepite (North to Alaska) (1960)
- 20,000 Eyes (1961)
- The Little Shepherd of Kingdom Come (1961)
- Ada Dallas (Ada) (1961)
- Ring of Terror (1962)
- Lo sport preferito dall'uomo (Man's Favorite Sport?) (1964)
- La donna del West (The Ballad of Josie) (1967)
- Squadra omicidi, sparate a vista! (Madigan) (1968)
- Billy Jack Goes to Washington (1977)
- Un mercoledì da leoni (Big Wednesday) (1978)

### Televisione
- Luke and the Tenderfoot – serie TV (1955)
- Corky, il ragazzo del circo (Circus Boy) – serie TV, episodi 1x02-1x18-1x31 (1956-1957)
- The Jack Benny Program – serie TV, 2 episodi (1957-1963)
- Lux Video Theatre – serie TV, un episodio (1957)
- Official Detective – serie TV, un episodio (1957)
- Men of Annapolis – serie TV, episodio 1x21 (1957)
- Maverick – serie TV, un episodio (1957)
- I racconti del West (Zane Grey Theater) – serie TV, 2 episodi (1957)
- La pattuglia della strada (Highway Patrol) – serie TV, 2 episodi (1958-1959)
- Adventures of Superman – serie TV, un episodio (1958)
- Harbor Command – serie TV, episodio 1x28 (1958)
- Tombstone Territory – serie TV, 2 episodi (1958)
- How to Marry a Millionaire – serie TV, un episodio (1958)
- Carovane verso il west (Wagon Train) – serie TV, un episodio (1958)
- The Texan – serie TV, episodio 1x14 (1958)
- Peter Gunn – serie TV, episodi 2x12-3x01 (1959-1960)
- Dennis the Menace – serie TV, 2 episodi (1959-1960)
- Bonanza – serie TV, 4 episodi (1959-1970)
- General Electric Theater – serie TV, un episodio (1959)
- Bat Masterson – serie TV, un episodio (1959)
- Markham – serie TV, un episodio (1959)
- The Man from Blackhawk – serie TV, un episodio (1959)
- Avventure in elicottero (Whirlybirds) – serie TV, un episodio (1959)
- This Man Dawson – serie TV, episodio 1x10 (1959)
- Have Gun - Will Travel – serie TV, 5 episodi (1960-1962)
- Io e i miei tre figli (My Three Sons) – serie TV, 2 episodi (1960-1969)
- Lawman – serie TV, un episodio (1960)
- Mr. Lucky – serie TV, episodio 1x33 (1960)
- Il magnifico King (National Velvet) – serie TV, episodio 1x09 (1960)
- The Rifleman – serie TV, un episodio (1960)
- Alcoa Presents: One Step Beyond – serie TV, un episodio (1960)
- Scacco matto (Checkmate) – serie TV, episodio 1x22 (1961)
- Cheyenne – serie TV, 2 episodi (1961)
- The Asphalt Jungle – serie TV, un episodio (1961)
- Le leggendarie imprese di Wyatt Earp (The Life and Legend of Wyatt Earp) – serie TV, un episodio (1961)
- The Aquanauts – serie TV, un episodio (1961)
- Tales of Wells Fargo – serie TV, un episodio (1961)
- The Tall Man – serie TV, un episodio (1961)
- The Bob Cummings Show – serie TV, un episodio (1961)
- The Roaring 20's – serie TV, un episodio (1961)
- Perry Mason – serie TV, 2 episodi (1962-1963)
- Gunsmoke – serie TV, 10 episodi (1962-1965)
- Death Valley Days – serie TV, un episodio (1962)
- Bronco – serie TV, un episodio (1962)
- Hazel – serie TV, un episodio (1962)
- The Many Loves of Dobie Gillis – serie TV, un episodio (1962)
- Il virginiano (The Virginian) – serie TV, 9 episodi (1963-1970)
- Vacation Playhouse – serie TV, un episodio (1963)
- The Greatest Show on Earth – serie TV, episodio 1x01 (1963)
- Mister Ed, il mulo parlante (Mister Ed) – serie TV, un episodio (1963)
- Organizzazione U.N.C.L.E. (The Man from U.N.C.L.E.) – serie TV, 2 episodi (1964-1966)
- L'ora di Hitchcock (The Alfred Hitchcock Hour) – serie TV, un episodio (1964)
- La legge del Far West (Temple Houston) – serie TV, un episodio (1964)
- The Tycoon – serie TV, un episodio (1964)
- My Living Doll – serie TV, episodio 1x06 (1964)
- Il mio amico marziano (My Favorite Martian) – serie TV, un episodio (1964)
- The Crisis (Kraft Suspense Theatre) – serie TV, un episodio (1964)
- Lassie – serie TV, un episodio (1965)
- Petticoat Junction – serie TV, un episodio (1965)
- Laredo – serie TV, un episodio (1965)
- Daniel Boone – serie TV, 4 episodi (1966-1969)
- Mona McCluskey – serie TV, un episodio (1966)
- Twelve O'Clock High – serie TV, un episodio (1966)
- Lost in Space – serie TV, un episodio (1966)
- I giorni di Bryan (Run for Your Life) - serie TV, episodio 1x27 (1966)
- Squadra speciale anticrimine (The Felony Squad) – serie TV, episodio 1x01 (1966)
- Ironside – serie TV, 2 episodi (1967-1971)
- The Andy Griffith Show – serie TV, un episodio (1967)
- Gli invasori (The Invaders) – serie TV, un episodio (1967)
- La grande vallata (The Big Valley) – serie TV, un episodio (1967)
- Cimarron Strip – serie TV, episodio 1x08 (1967)
- Ai confini dell'Arizona (The High Chaparral) - serie TV, episodio 4x02 (1970)
- Missione impossibile (Mission: Impossible) – serie TV, un episodio (1971)
- Barnaby Jones – serie TV, 2 episodi (1974)
- Ellery Queen - serie TV, episodio 1x15 (1976)
- Bravo Dick (Newhart) – serie TV, un episodio (1983)
- Un detective dal Paradiso (It Came Upon the Midnight Clear), regia di Peter H. Hunt – film TV (1984)